# Fox Theatre (Detroit)
El Fox Theatre es un centro de artes escénicas ubicado en 2211 Woodward Avenue en el Downtown de Detroit, Míchigan, cerca del distrito histórico Grand Circus Park. Inaugurado en 1928 como un palacio de cine insignia en la cadena Fox Theatres, tenía más de 5,000 asientos como el teatro más grande de la ciudad. Diseñado en estilo art déco por el arquitecto C. Howard Crane, fue incluido en el Registro Nacional de Lugares Históricos en 1985 y fue designado Hito Histórico Nacional en 1989 por su arquitectura. El área que rodea al Fox se llama Foxtown. Los principales centros de actuación y teatros de la ciudad emanan del Fox Theater y del distrito histórico Grand Circus Park y continúan por Woodward Avenue hacia el Fisher Theatre en el New Center de la ciudad.
El Fox tiene 5.048 puestos (5.174 si se incluyen los extraíbles colocados en el pozo de la orquesta elevada). Es el palacio de cine más grande de la década de 1920 y el más grande de los Fox Theatres originales. El Fox fue completamente restaurado en 1988.

## Historia
El Fox de Detroit es uno de los cinco espectaculares teatros de Fox construidos a finales de la década de 1920 por el pionero del cine William Fox. Los otros fueron los Teatros Fox en Brooklyn, Atlanta, San Luis y San Francisco. El arquitecto C. Howard Crane diseñó el Fox con un lujoso interior con una mezcla de motivos birmanos, chinos, indios y persas. Hay tres niveles de asientos, el piso principal sobre el foso de la orquesta, el entrepiso y la galería (balcón). El exterior del edificio de oficinas adjunto de 10 pisos presenta una fachada con motivos asiáticos que, cuando se ilumina por la noche, se puede ver por varias cuadras. El Teatro Fox en San Luis es (en el interior) su gemelo arquitectónico cercano con unos 500 asientos menos. El edificio de 10 pisos del Teatro Detroit Fox también contiene la sede de Olympia Entertainment, mientras que el Fox de San Luis es un teatro independiente. Los moldes de yeso arquitectónicos del Detroit Fox (1928) se reutilizaron en el Fox de San Luis (1929).
The Fox abrió en 1928 y siguió siendo el principal destino de películas de Detroit durante décadas. A diferencia de muchos teatros vecinos, funcionó continuamente hasta que se cerró en la década de 1980 para su restauración. Sin embargo, en la década de 1960, el lugar mostraba su antigüedad y se aplazó el mantenimiento de muchas áreas clave. En la década de 1970, las áreas de entrepiso y balcón estaban cerradas al público.
En 1984 Chuck Forbes, propietario de los teatros State and Gem, propuso un proyecto de renovación. Estos planes nunca se realizaron por completo, pero en 1988 el teatro fue adquirido por los nuevos propietarios, Mike y Marian Ilitch, quienes restauraron completamente el Fox a un costo de 12 millones de dólares. Su compañía, Ilitch Holdings, Inc., tiene su sede en el edificio de oficinas de Fox Theatre. El área del centro cerca del Grand Circus Park que abarca el Teatro Fox a veces se conoce como Foxtown después del teatro. En 2000, Comerica Park abrió y ayudó a revitalizar el vecindario junto con la construcción de Ford Field en 2002 y Little Caesars Arena en 2017.

## Arquitectura
El edificio de oficinas Fox, que forma la fachada Woodward del teatro, tiene 10 pisos de altura. El frente y los lados de la torre de oficinas se enfrentan con una terracota de color crema. Hay dinteles decorativos sobre las ventanas en el segundo y décimo piso. El edificio envuelve el vestíbulo del teatro creando un plano en forma de U. El auditorio y la parte trasera de la torre de oficinas están revestidos de ladrillo.
La carpa actual se instaló durante la restauración de 1987, pero se basa en el original que fue reemplazado en la década de 1950.

La configuración original de la calle y el segundo piso contenía 20 espacios comerciales en cada nivel. Los espacios presentaban grandes ventanales que daban a los pasillos y los espacios de la planta baja también tenían acceso directo desde la calle.

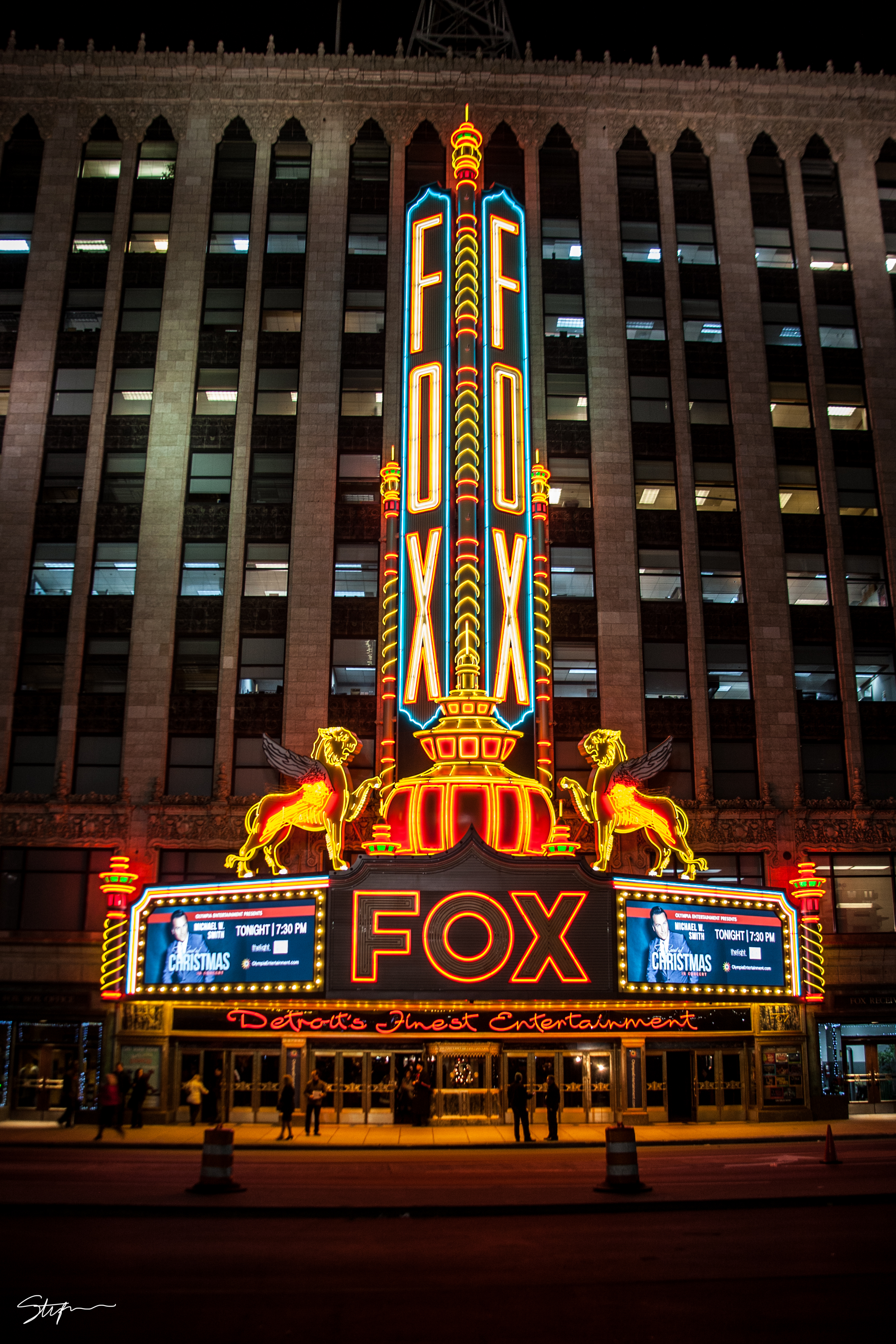
Teatro Fox por la noche con nuevas luces led en el centro de Detroit

El espacio de oficinas ocupaba del tercer al décimo piso y presentaba pisos de mármol y revestimientos de madera en los pasillos. Las puertas de la oficina presentaban vidrio de cuerpo entero con travesaños de vidrio arriba para permitir la luz y la ventilación en los pasillos. Muchas de estas características permanecieron cuando comenzó la restauración de 1987, con la excepción del séptimo piso, que se modificó en la década de 1970 para acomodar una oficina de la Administración de la Seguridad Social.
La entrada del teatro en Woodward tiene 16 puertas que se abren a la marquesinas con un piso de mármol blanco y negro y pequeños huecos de yeso ornamentados en el techo, y conducen hacia el vestíbulo principal, que tiene aproximadamente 27 m de profundidad y seis pisos de altura. El piso es de terrazo con incrustaciones de latón, pero no se vio hasta la renovación de 1988. Lore dice que Eve Leo, esposa del presidente de Fox, William Fox, no estaba contenta cuando se enteró de que el teatro debía tener un piso desnudo. Insistió en que necesitaba alfombras, por lo que estaba cubierta con la que era la alfombra de lana de una sola pieza más grande jamás fabricada. La alfombra cubría 330 m² del piso del vestíbulo y pesaba 1.400 kg.
Encima de las puertas de entrada hay tubos de órganos falsos hechos de yeso y en un balcón en la parte superior izquierda hay un órgano Moller de 3 manuales y 13 filas con los tubos reales en la cámara encima de la consola. El del Fox es el único todavía in situ. A cada lado del vestíbulo hay ocho columnas que se elevan a partir de bases octogonales negras y están adornadas con águilas, flores y joyas de vidrio resaltadas con hojas de plata a una altura de aproximadamente 3,7 m. Los capiteles corintias también tienen hojas plateadas e imágenes de una variedad de animales y aves. Soportan vigas de yeso decoradas con caras, destellos y cartuchos. Entre las columnas hay pequeños balcones en el entrepiso y los niveles de los balcones que dan al piso principal. El techo es azul con un diseño de rayos de sol rodeado de grifos. En la parte trasera del vestíbulo está la gran escalera conduce al entrepiso. Dos leones de yeso con ojos de joyas protegen la base de las escaleras y criaturas parecidas a peces adornan las balaustradas. En el entresuelo, cuatro columnas adicionales enmarcan ventanas de dos pisos que encierran el auditorio. Una logia encima de las ventanas permite a los clientes en el nivel del balcón mirar hacia el vestíbulo.

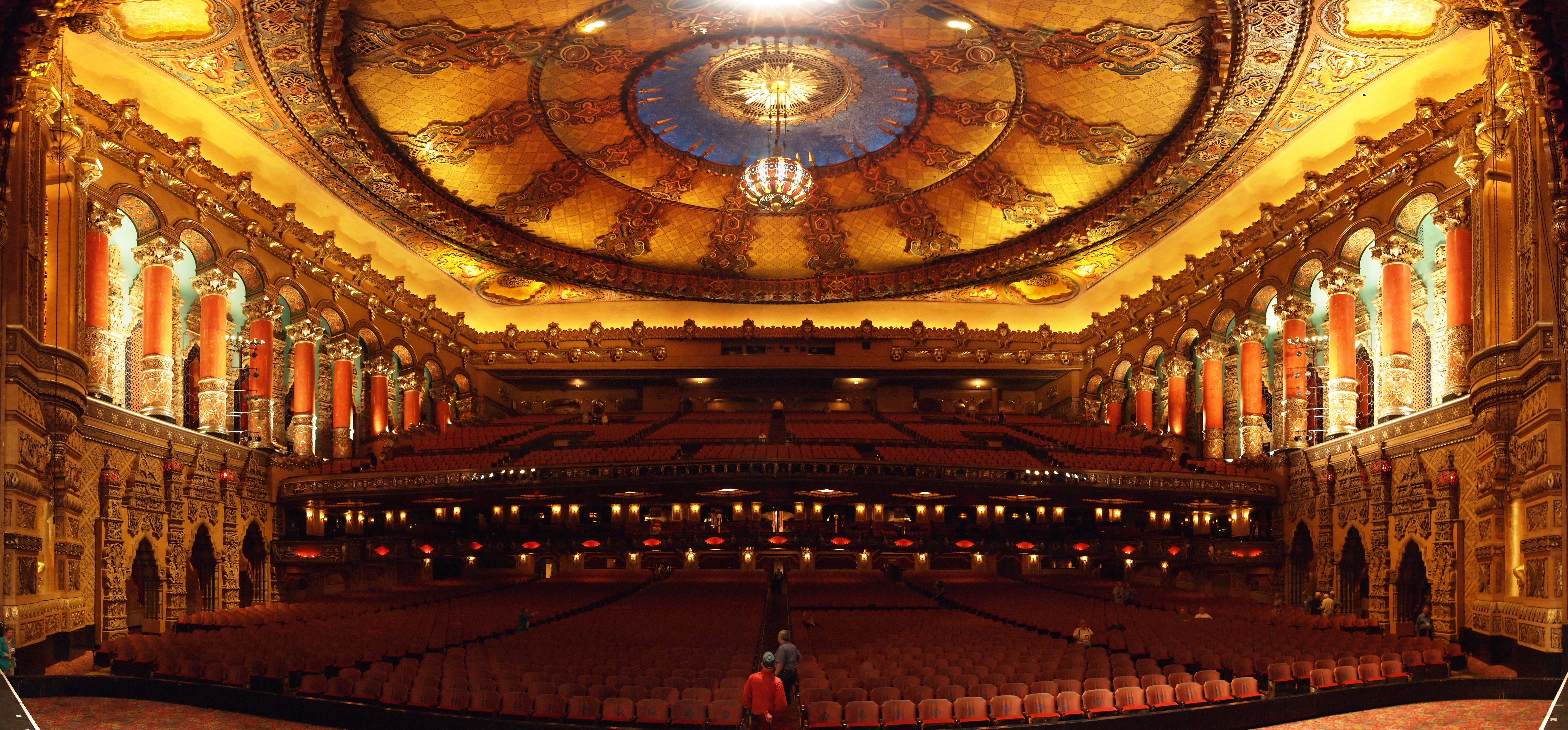
Auditorio

Al lado de las grandes escaleras hay puertas que conducen a los 2.898 asientos de nivel de orquesta. El auditorio tiene 33 m de alto y 53 m de ancho. Un vestíbulo interior envuelve el área de asientos y contiene dos escaleras ovaladas que conducen a los niveles superiores de los asientos y los salones en el nivel inferior. Las paredes del auditorio son de tonos beige y están adornadas con plantas de yeso moldeadas, rostros humanos, diseños geométricos, pájaros y animales.
El proscenio tiene 21 m y 9,1 m de altura. Al igual que las paredes laterales, está adornada con animales, figuras humanas, destellos y flores. Por encima del centro del proscenio se encuentra la cabeza de un elefante. Suspendido debajo del elefante hay un gran incensario en forma de cuadrilóbulo que oculta los altavoces. El área detrás del escenario originalmente tenía 18 camerinos, oficinas y una cabina de transmisión. En el sótano había vestuarios para el personal, talleres, enfermería, sala de proyección y salas de almacenamiento.
El foso de orquesta y las secciones del escenario se pueden subir y bajar en ascensores hidráulicos. El escenario tiene 24 m de ancho, 9.8 m de profundidad y alberga el órgano Wurlitzer que fue construido especialmente para el teatro y es uno de los pocos órganos de teatro en el mundo que permanece en su instalación original.
En las paredes laterales al nivel de la orquesta hay arcos moros que se extienden hasta el balcón. Arriba hay una columnata en el nivel del balcón con nueve columnas vermillion que coinciden con las del vestíbulo. Estas soportan arcos decorados y detrás de las tres primeras hay rejillas que ocultan las bahías que contienen las 2.700 tuberías y otros efectos para el órgano. Las áreas entre las otras columnas están llenas de espejos polarizados. Las paredes están rematadas con una cornisa decorada con leones y rostros humanos entre diseños geométricos y rayos de sol.
El techo está diseñado para parecerse a una carpa redonda con un óculo sostenido por lanzas. La carpa se cubre ligeramente y está cubierta con fieltro acústico con un diseño estampado. El techo del óculo es azul con un candelabro de cristal coloreado suspendido de un diseño de estallido estelar. El candelabro mide 4 m de diámetro y pesa 910 kg y contiene 1.200 piezas de vidrio.
La cabina de proyección fue una de las más grandes de su época y originalmente albergaba cuatro proyectores, tres focos y una máquina Brenograph para producir efectos especiales.